# Kvarnsjön (Dunkers socken, Södermanland, 656597-156007)
Kvarnsjön är en sjö i Flens kommun i Södermanland och ingår i Norrströms huvudavrinningsområde.